# Langsteelkribbenmos
Langsteelkribbenmos (Cinclidotus riparius) is een mossoort uit de kleimosfamilie (Pottiaceae).

## Determinatie
De bladeren zijn elliptisch-tongvormig tot eivormig, vaak op of boven het midden het breedst, aan de top afgerond en met een uittredende nerf in de vorm van een korte stekel. De cellen in het bladmidden zijn < 11 μm breed. De kapselsteel is 3–6 mm lang.

## Ecologie
Langsteelkribbenmos is te vinden op rotsen, stenen, boomwortels en boomvoeten rond het gemiddeld waterpeil bij rivieren en kanalen met basenrijk water. Doorgaans betreft het eutrofe, goed belichte standplaatsen.

### Syntaxonomie
In de syntaxonomie staat langsteelkribbenmos te boek als kensoort voor de kribbenmos-associatie (Cinclidotetum).

## Verspreiding in Nederland
Het verspreidingsgebied van langsteelkribbenmos komt grotendeels overeen met rivierengebied (fluviatiel district), alhoewel de soort bij de Maas aanzienlijk minder voorkomt.